# François Jacob
François Jacob [fransoa žakob] (17. června 1920 Nancy – 19. dubna 2013 Paříž) byl francouzský lékař, fyziolog a genetik, který společně s J. Monodem vytvořil model operonu. Tento model, nazývaný také Jacob-Monodův model, popisuje výstavbu prokaryotických genů a vysvětluje, jak je jejich aktivita regulována. Za to obdržel Jacob roku 1965 společně s Monodem a André Lwoffem Nobelovu cenu za lékařství.

## Život
Vystudoval Lycée Carnot v Paříži a začal studovat medicínu na Sorbonně. Roku 1940 však studium přerušil a odjel do Londýna, kde se připojil k hnutí Svobodné Francie. Jako zdravotnický důstojník se účastnil bojů v severní Africe, kde byl zraněn. Byl pak zařazen ke druhé obrněné brigádě a v srpnu 1944 byl za invaze v Normandii opět těžce zraněn. Byl vyznamenán Řádem osvobození, nejvyšším válečným vyznamenáním za této války. Po sedmi měsících v nemocnici se vrátil do Paříže a roku 1947 dokončil studium medicíny, kvůli svým zraněním však nemohl pracovat jako chirurg, jak původně zamýšlel. Oženil se s klavíristkou Lisou Bloch a měl s ní čtyři děti. Začal studovat biologii, roku 1950 nastoupil do Pasteurova institutu v Paříži, kde pracoval u dr. André Lwoffa, a roku 1954 obhájil doktorát na téma "Lysogonické baktérie a koncept proviru". Roku 1956 se stal vedoucím laboratoře a roku 1960 samostatného oddělení buněčné genetiky na Pasteurově institutu. Roku 1964 byl jmenován profesorem na Collège de France.

## Dílo
Zabýval se zejména genetickými mechanismy v bakteriích a bakteriofázích a biochemickými účinky mutací. Studoval nejprve lysogenické bakterie a prokázal jejich schopnost inhibovat aktivitu genů profága. Od roku 1954 spolupracoval s Elie Wollmanem a snažili se zjistit povahu vztahů mezi profágem a genetickým materiálem bakterie. Práce vedla k definici bakteriální konjugace a umožnila zkoumání genetického materiálu bakterie. Vznikla tak řada nových konceptů například orientovaného genetického přenosu ze samečka na samičku, cirkularity bakteriálního chromosomu a koncept episomu. Výsledky shrnuli v knize "Sexualita a genetika bakterií".
Od roku 1958 společně s J. Monodem studoval přenosy genetické informace a regulační cesty, které přizpůsobují aktivitu a synétu makromolekul v bakteriích. Roku 1963 společně se S. Brennerem předložil hypotézu replikonu, aby vysvětlil některé stránky buněčného dělení bakterií, a věnoval se tomuto dělení u bakterií, později i u buněk savců. Z těchto výzkumů vzešla řada nových konceptů, například messenger RNA (mRNA), regulátorových genů, operonů a alosterických proteinů. Roku 1970 publikoval knihu "Logika živého: dějiny dědičnosti", kde popsal dějiny biologického myšlení od 16. století až po molekulární genetiku.

## Ocenění
Byl nositelem mnoha vědeckých cen a čestných doktorátů a byl členem řady vědeckých akademií. Byl vyznamenán velkým křížem Čestné legie a roku 1996 zvolen členem Francouzské akademie.